# Sinfonía en re mayor, KV 95 (Mozart)

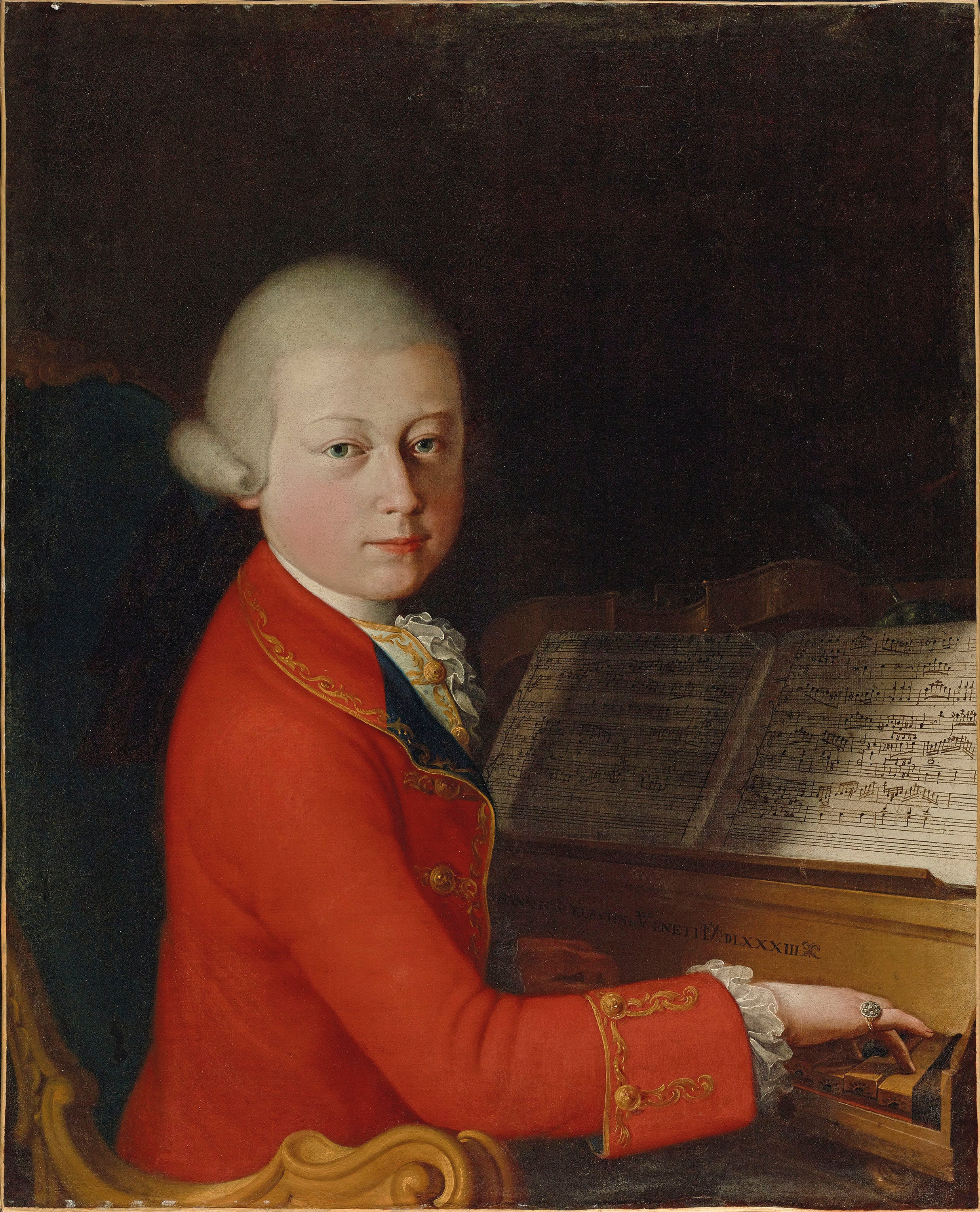
Mozart en 1770.

La Sinfonía n.º 45 en re mayor, K. 95/73n probablemente fue compuesta por Wolfgang Amadeus Mozart en 1770, cuando el compositor tenía catorce años.

## Historia

### Contexto

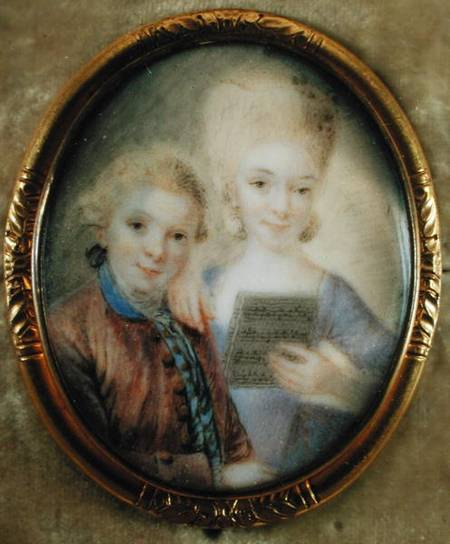
Wolfgang y Nannerl hacia 1763.

La carrera de Mozart como sinfonista había empezado en Londres durante el gran viaje de la familia Mozart por Europa entre junio de 1763 y noviembre de 1766. El padre Leopold Mozart planeó la gira para exhibir a sus prodigiosos hijos, Wolfgang y Nannerl en las principales cortes europeas. En ese tiempo Wolfgang compuso sus primeras obras del género, que tenían una deuda sustancial con las sinfonías de estilo galante italianizante en tres movimientos de Carl Friedrich Abel y Johann Christian Bach; también escuchó las sinfonías de compositores relevantes como Thomas Arne, William Boyce y Giuseppe Sammartini. Posteriormente Leopold y sus hijos pasaron en Viena varios meses de 1768 durante los cuales el joven maestro hizo un esfuerzo consciente por adaptar su estilo sinfónico a los gustos del público vienés, adoptando entre otras cosas la estructura en cuatro movimientos. Una afortunada consecuencia de los largos viajes del compositor en ciernes fue el contacto que le proporcionaron con una generosa muestra representativa de las tradiciones musicales europeas: alemana, británica, francesa e italiana.
El joven compositor y su padre realizaron tres viajes a Italia entre diciembre de 1769 y en mayo de 1773. En este periodo alternó sus visitas con estancias en Salzburgo durante las cuales creó la ópera Mitrídates, rey de Ponto, así como varias sinfonías con apreciable influencia del gusto italiano por la ópera bufa. En 1772 y 1773 el maestro austríaco vivió una etapa de entusiasmo por la escritura sinfónica, produciendo cada año siete nuevas sinfonías (n.º 15 - n.º 27). Después redujo su actividad en este campo y en los dos años siguientes sólo aparecieron tres nuevas piezas del género (n.º 28, 29 y 30). En 1778 realizó un largo y nefasto viaje a Mannheim y a París, durante el cual falleció su madre y su única producción relevante fue la Sinfonía n.º 31 "París". En enero de 1779 regresó a su ciudad natal donde creó otras tres sinfonías (n.º 32, 33 y 34) con las que cierra su etapa en Salzburgo. El casi cuarto de siglo que separa su primera sinfonía de la última -la n.º 41- estuvo marcado por el interés recurrente, si no continuo, del compositor por las posibilidades inherentes a esta forma. Al examinar la cronología de las obras de Mozart, se observa que la composición de sus sinfonías tiende a producirse en grupos espaciados irregularmente, de hasta nueve o diez ejemplos seguidos, en lugar de regular o aisladamente. Lo que esto podría sugerir, al margen de cualquier motivación económica, es que empleó estos periodos específicamente para resolver los problemas y retos de la forma sinfónica.

### Composición
La composición de esta obra, si realmente se trata de una obra del joven Mozart, pudo desarrollarse en 1770 en Roma. A pesar de su numeración se trata de una de las sinfonías tempranas del maestro austríaco, ya que fue una de las que se descubrieron después de que se elaborara la lista "oficial" de 41 sinfonías. Varias sinfonías de descubrimiento posterior han aumentado la producción sinfónica de Mozart a 55, aunque curiosamente no hay ninguna con los números 49 ni 53. No obstante, sólo 38 sinfonías se pueden identificar como procedentes de la pluma de Wolfgang. Al parecer la tonalidad de re mayor es común a un grupo de sinfonías escritas en esa misma ciudad. Dicha tonalidad facilitó el uso de trompetas para evocar el estilo de las óperas cómicas italianas más populares.

### Autoría
La autenticidad de la autoría de las cuatro sinfonías en re mayor escritas durante el primer viaje a Italia (KV 81, KV 84, KV 95 y KV 97) es dudosa ya que no se ha conservado la partitura autógrafa. El compositor escribió a su hermana una carta fechada el 25 de abril de 1770 en la que mencionó dos sinfonías (KV 95 y KV 97). Alfred Einstein, en su revisión del catálogo Köchel, afirma que las sinfonías citadas en la carta podrían ser "sinfonías gemelas" debido a sus similitudes estilísticas y estructurales. Pero una nube de interrogantes rodea sus orígenes, puesto que no han sobrevivido las partituras autógrafas de ninguna de las dos obras. Algunos libros de referencia musical cuestionan la autenticidad de la obra; Neal Zaslaw, estudioso de Mozart, afirma que no se ha investigado suficientemente el origen de la sinfonía. En general, se acepta que la obra fue escrita en Roma, en abril de 1770, por un Mozart de 14 años. Pero Zaslaw ha señalado que no existe ninguna fuente fiable que apoye esta afirmación. Además, no se ha encontrado ninguna partitura autógrafa. A pesar de todo, la música comparte muchas similitudes estilísticas con las primeras composiciones de Mozart, por lo que, al final, el peso de las pruebas parece apoyar la opinión de que fue escrita por el joven Mozart. Sea cual sea su origen, la sinfonía contiene mucha música valiosa. Por otra parte, en la actualidad no se sabe con certeza si las sinfonías KV 95 y KV 97 habían sido concebidas en un primer momento como obras en cuatro movimientos o si por el contrario los minuetos fueron añadidos posteriormente en la sexta edición del catálogo Köchel. La autenticidad es más clara para otras dos sinfonías en re mayor (KV 81 y KV 84), al parecer compuestas por Mozart en su primer viaje a Italia.  
Bernhard Paumgartner atribuyó la sinfonía a Wolfgang afirmando que esas cuatro sinfonías italianas eran muy similares entre sí, por lo que era realmente probable que todas ellas fueran obra de un mismo compositor, siendo además características de las sinfonías compuestas por Mozart en Italia. Así, consideraron que era muy probable que todas ellas fueran originales de Mozart.
Wolfgang Gersthofer, tomando como base otras obras escritas en este periodo de tiempo atribuidas a Mozart y sobre cuya autoría no hay dudas, considera que fueron «muy probablemenete» escritas por Mozart las sinfonías KV 81, KV 84, KV 95 y KV 97.

### Estreno y publicación
No se sabe con certeza la fecha y el lugar en que se celebró el estreno de la sinfonía.
La primera edición fue llevada a cabo en 1881 por el editor Carl Reinecke para la casa Breitkopf & Härtel en Leipzig, que publicó bajo la denominación Wolfgang Amadeus Mozarts Werke, Serie XXIV: Supplemente, Bd.1, No.5, tanto las partes como la partitura completa.
La Alte Mozart-Ausgabe (Antigua Edición de Mozart), que publicó la primera edición completa de las obras musicales de Mozart entre 1879 y 1882, estableció la secuencia numerada del 1 al 41 para la producción sinfónica del maestro austríaco. Algunas piezas, como la Sinfonía en fa mayor, K. 76, fueron publicadas en suplementos de la Alte-Mozart Ausgabe hasta 1910. Las sinfonías no numeradas en aquel momento han recibido posteriormente números que van del 42 al 56, incluso aunque fueran escritas por Mozart con anterioridad a la Sinfonía n.º 41 de 1788. Conforme a este esquema de numeración la Sinfonía K. 95 recibiría el número 45.

## Instrumentación
La partitura está escrita para una orquesta formada por:
- Viento madera: 2 flautas, 2 oboes y 1 [fagot].
- Viento metal: 2 trompetas en re.
- Teclado: [clavecín].
- Cuerda: una sección de cuerdas con 2 violines (primero y segundo), viola, violonchelo y contrabajo.

Las trompetas permanecen en silencio y las flautas reemplazan a los oboes durante el segundo movimiento. En las orquestas de aquella época era una práctica común emplear el fagot y el clavecín, si estaban presentes en la orquesta, para reforzar la línea del bajo doblando a los violonchelos y los contrabajos o bien como continuo, incluso sin notación separada.

## Estructura y análisis
La sinfonía consta de tres movimientos:
- I. Allegro, en re mayor 2
2
- II. Andante, en sol mayor 3
4
- III. Menuetto, en re mayor – Trio, en re menor 3
4
- IV. Allegro, en re mayor 2
4

La interpretación de esta obra dura aproximadamente entre 10 y 15 minutos. La pieza transmite una impresión de luminosidad a la italiana, un rasgo que suele estar presente en las obras tempranas mozartianas. Abert escribe con respecto a las Sinfonías K. 74, 84, 95 y 97 lo siguiente:

«Pero el estilo también es abiertamente italiano: los temas principales, que por cierto son sorprendentemente similares y por lo tanto ya apuntan a una fecha común de composición, recuerdan a Sammartini y sus camaradas con su estilo ligeramente aromatizado y algo parco, al igual que los temas secundarios de corta respiración, que apuntan a la antigua instrumentación en trío. Pero, sobre todo, estos movimientos están dominados por una locuacidad genuinamente italianizante que se deleita en incesantes repeticiones de pensamiento y está más preocupada por el esplendor y la elegancia impresionantes que por la profundidad. Lo más fugaz (...) son las realizaciones (...). Las (...) recapitulaciones se abstienen de toda alteración, al igual que se prohíben todas las artes interpretativas de carácter temático, contrapuntístico o variante.»

### I.Allegro
El primer movimiento, Allegro, está escrito en la tonalidad de re mayor, en compás alla breve y sigue la forma sonata. El movimiento de apertura rebosa energía y elegancia a lo largo de sus más de dos minutos de duración.

### II.Andante
El segundo movimiento, Andante, está en sol mayor y en compás de 3/4. El movimiento lento presenta un encantador tema, cuya ensoñadora fluidez lírica y hábil orquestación parecen llevar la impronta de Mozart, incluso más que augurar vagamente creaciones posteriores como el famoso tema de Elvira Madigan del segundo movimiento del Concierto para piano n.º 21.

### III.Menuetto – Trio
El tercer movimiento, Menuetto – Trio, está en re mayor que en el trío pasa a re menor y en compás de 3/4. El vigoroso pero elegante minueto es de un encanto absoluto.

### IV.Allegro
El cuarto y último movimiento, Allegro, retoma la tonalidad inicial y el compás de 2/4. El Finale rebosa energía y buen humor a lo largo de sus tres minutos y corona la obra con una alegría y una vitalidad contagiosas.